# 990 a tudományban
A 990. év a tudományban és a technikában.

## Események
- Ibn Júnusz kairói csillagász, először használ időmérésre ingát.

## Halálozások
- Nazíf ibn Jumn matematikus.
- asz-Szagání matematikus és tudománytörténész.